# 李渡长江大桥
李渡长江大桥是重庆市涪陵区的一座跨越长江上的公路桥梁，北接涪陵李渡新区的江南大道，南岸采用隧道与南岸滨江路及涪陵迎宾大道相接进入城区道路网，并将与涪陵火车站相接。 大桥全长822m，主跨398m，于2004年1月30日开工建设，2007年10月28日建成通车。大桥由中交四航局以BOT模式承建。

## 技术参数
大桥按城市桥梁标准设计，道路等级为城市主干道Ⅰ级，大桥全长822m，桥型为对称双塔双索面混凝土梁斜拉桥，主跨398m，边跨170mx2及84m引桥。主塔采用H形结构，北南主塔分别高173m、172.5m。桥面宽度22.5m，SMA沥青砼路面，双向四车道，设计行车速度50km/h。